# FCウランバートル
FCウランバートル (英: FC Ulaanbaatar, モンゴル語: ФС Улаанбаатар) は、モンゴル国の首都ウランバートルを本拠とするプロサッカークラブである。

## 歴史
2010年創立。翌2011年には北朝鮮代表の金明元を擁してモンゴル・ナショナルプレミアリーグ優勝を果たす。2014年からは福田潤が監督を４年間務め、2015年にはモンゴル・ナショナルプレミアリーグで2位となったものの、2017年には自動降格圏の9位と勝ち点2差の8位に沈み、入れ替え戦の末に残留を決めていた。2018年3月11日に後任としてサンマリノ人のマルコ・ラジーニが1年契約で就任したが、モンゴルリーグでは初のUEFAプロライセンスを保有する監督となった。2023年, 圧倒的な成績でモンゴル・ナショナルプレミアリーグを優勝した。

## タイトル
- モンゴル・ナショナルプレミアリーグ : 2回
  - 優勝：2011, 2023
  - 2位：2015, 2018, 2020
- モンゴル・スーパーカップ : 1回
  - 優勝：2020
  - 2位：2011

## 歴代所属選手
- 金明元 2011-2013
- 南陽介 2015
- 大津一貴 2015, 2018-
- 佐々木瑞穂 2015, 2020
- サイハンチュルーン・アマルバヤスガラン（英語版） 2017-
- 金城寛大 2017
- バルジンニャム・バトボルド（英語版） 2018-2020
- 和田翔太 2018
- ムンフエルデネ・エンフタイバン（英語版） 2020
- 相馬将夏 2020

## 歴代監督
- 福田潤 2014-2017
- マルコ・ラジーニ 2018
- ヴォジスラフ・ブラルシッチ（英語版） 2021-